# Lexus LX
La Lexus LX è un crossover SUV di lusso di medio-grandi dimensioni prodotta a partire dal 1995 dalla casa automobilistica giapponese Lexus. 
Il nome LX sta per "Luxury Crossover".
Sono state prodotte tre generazioni, tutte basate sulla piattaforma della Toyota Land Cruiser. 
La LX 450 di prima generazione fu prodotta da 1995 al 1997 e divenne il primo SUV della casa nipponica. 
La seconda generazione, la LX 470, è stata presentata nel 1998 ed è stata prodotta fino al 2007. 
La terza generazione chiamata LX 570 ha debuttato al New York International Auto Show nell'aprile 2007. 
La LX 450 di prima generazione aveva un motore 6 cilindri in linea e poteva ospitare sette passeggeri. La seconda e la terza generazione adottavano propulsori motore V8 e avevano l'omologazione per ospitare otto passeggeri.